# قهرمانی هندبال مردان اروپا ۲۰۰۸
قهرمانی هندبال مردان اروپا ۲۰۰۸ هشتمین دوره قهرمانی هندبال مردان اروپا بود که از ۱۷ تا ۲۷ ژانویه در شهرهای برگن، درامن، لیلهامر، استاوانگر و تروندهایم کشور نروژ برگزار شد. دانمارک قهرمان این مسابقات شد. کرواسی دوم و فرانسه سوم شدند.

## مسابقات انتخابی
مسابقات انتخابی در سال ۲۰۰۷ برگزار شد. با توجه به قوانین فدراسیون هندبال اروپا میزبان (نروژ) و شش کشور برتر دورهٔ گذشتهٔ مسابقات قهرمانی اروپا (فرانسه، کرواسی، اسپانیا، دانمارک، آلمان و روسیه) به طور خودکار به مرحلهٔ نهایی راه یافتند. نه تیم دیگر پس از برگزاری مسابقات در ماه ژوئن انتخاب شدند.

## ورزشگاه‌ها
| شهر       | ورزشگاه            | ظرفیت  |
| --------- | ------------------ | ------ |
| درامن     | درامن‌شالن          | ۴٬۰۰۰  |
| استاوانگر | استاوانگر ایدرت‌شال | ۷٬۰۰۰  |
| برگن      | هاوکلندشالن        | ۴٬۰۰۰  |
| تروندهایم | تروندهایم اسپکتروم | ۴٬۰۰۰  |
| لیلهامر   | هاکونس سالن        | ۱۰٬۵۰۰ |

## دور مقدماتی
| تیم راه‌یافته به مرحلهٔ دوم |
| تیم حذف‌شده                |

تمامی زمان‌ها زمان اروپای مرکزی (UTC+1)

### گروه یک (استاوانگر)
| تیم     | بازی | برد | مساوی | باخت | گل‌زده | گل خورده | تفاضل | امتیاز |
| ------- | ---- | --- | ----- | ---- | ----- | -------- | ----- | ------ |
| کرواسی  | ۳    | ۳   | ۰     | ۰    | ۹۱    | ۷۷       | +۱۴   | ۶      |
| لهستان  | ۳    | ۲   | ۰     | ۱    | ۹۳    | ۸۹       | +۴    | ۴      |
| اسلوونی | ۳    | ۱   | ۰     | ۲    | ۸۵    | ۹۴       | -۹    | ۲      |
| چک      | ۳    | ۰   | ۰     | ۳    | ۸۸    | ۹۷       | -۹    | ۰      |

| ۱۷ ژانویه ۲۰۰۸ |         |                  |       |
| Slovenia       | ۳۴ – ۳۲ | چکCzech Republic | ۱۸:۱۵ |
| کرواسی         | ۳۲ – ۲۷ | لهستانPoland     | ۲۰:۱۵ |
| ۱۸ ژانویه ۲۰۰۸ |         |                  |       |
| Czech Republic | ۲۶ – ۳۰ | کرواسیCroatia    | ۱۸:۱۵ |
| لهستان         | ۳۳ – ۲۷ | اسلوونیSlovenia  | ۲۰:۱۵ |
| ۲۰ ژانویه ۲۰۰۸ |         |                  |       |
| لهستان         | ۳۳ – ۳۰ | چکCzech Republic | ۱۵:۱۵ |
| کرواسی         | ۲۹ – ۲۴ | اسلوونیSlovenia  | ۱۷:۱۵ |

### گروه B (درامن)
| تیم       | بازی | برد | مساوی | باخت | گل‌زده | گل خورده | تفاضل | امتیاز |
| --------- | ---- | --- | ----- | ---- | ----- | -------- | ----- | ------ |
| نروژ      | ۳    | ۳   | ۰     | ۰    | ۸۶    | ۶۹       | +۱۷   | ۶      |
| دانمارک   | ۳    | ۲   | ۰     | ۱    | ۸۹    | ۷۹       | +۱۰   | ۴      |
| مونته‌نگرو | ۳    | ۰   | ۱     | ۲    | ۷۱    | ۸۴       | -۱۳   | ۱      |
| روسیه     | ۳    | ۰   | ۱     | ۲    | ۷۴    | ۸۸       | -۱۴   | ۱      |

| ۱۷ ژانویه ۲۰۰۸ |         |                     |       |
| روسیه          | ۲۵–۲۵   | مونته‌نگروMontenegro | ۱۷:۰۰ |
| دانمارک        | ۲۶ – ۲۷ | نروژNorway          | ۱۹:۱۵ |
| ۱۸ ژانویه ۲۰۰۸ |         |                     |       |
| Norway         | ۳۲ – ۲۱ | روسیهRussia         | ۱۸:۱۵ |
| Montenegro     | ۲۴ – ۳۲ | دانمارکDenmark      | ۲۰:۱۵ |
| ۲۰ ژانویه ۲۰۰۸ |         |                     |       |
| دانمارک        | ۳۱ – ۲۸ | روسیهRussia         | ۱۷:۱۵ |
| Norway         | ۲۷ – ۲۲ | مونته‌نگروMontenegro | ۱۹:۱۵ |

### گروه C (برگن)
| تیم      | بازی | برد | مساوی | باخت | گل‌زده | گل خورده | تفاضل | امتیاز |
| -------- | ---- | --- | ----- | ---- | ----- | -------- | ----- | ------ |
| مجارستان | ۳    | ۲   | ۰     | ۱    | ۹۰    | ۸۲       | +۸    | ۴      |
| اسپانیا  | ۳    | ۲   | ۰     | ۱    | ۹۴    | ۸۸       | +۶    | ۴      |
| آلمان    | ۳    | ۲   | ۰     | ۱    | ۸۴    | ۸۰       | +۴    | ۴      |
| بلاروس   | ۳    | ۰   | ۰     | ۳    | ۸۳    | ۱۰۱      | -۱۸   | ۰      |

| ۱۷ ژانویه ۲۰۰۸ |         |                 |       |
| آلمان          | ۳۴ – ۲۶ | بلاروسBelarus   | ۱۷:۱۵ |
| اسپانیا        | ۲۸ – ۳۵ | مجارستانHungary | ۱۹:۱۵ |
| ۱۹ ژانویه ۲۰۰۸ |         |                 |       |
| Hungary        | ۲۴ – ۲۸ | آلمانGermany    | ۱۸:۱۵ |
| Belarus        | ۳۱ – ۳۶ | اسپانیاSpain    | ۲۰:۱۵ |
| ۲۰ ژانویه ۲۰۰۸ |         |                 |       |
| اسپانیا        | ۳۰ – ۲۲ | آلمانGermany    | ۱۶:۳۰ |
| Hungary        | ۳۱ – ۲۶ | بلاروسBelarus   | ۱۸:۳۰ |

### گروه D (تروندهایم)
| تیم     | بازی | برد | مساوی | باخت | گل‌زده | گل خورده | تفاضل | امتیاز |
| ------- | ---- | --- | ----- | ---- | ----- | -------- | ----- | ------ |
| فرانسه  | ۳    | ۳   | ۰     | ۰    | ۹۰    | ۷۶       | +۱۴   | ۶      |
| سوئد    | ۳    | ۲   | ۰     | ۱    | ۸۹    | ۷۲       | +۱۷   | ۴      |
| ایسلند  | ۳    | ۱   | ۰     | ۲    | ۶۸    | ۷۶       | -۸    | ۲      |
| اسلواکی | ۳    | ۰   | ۰     | ۳    | ۷۸    | ۱۰۱      | -۲۳   | ۰      |

| ۱۷ ژانویه ۲۰۰۸ |         |                 |       |
| فرانسه         | ۳۲ – ۳۱ | اسلواکیSlovakia | ۱۸:۱۵ |
| Iceland        | ۱۹ – ۲۴ | سوئدSweden      | ۲۰:۱۵ |
| ۱۹ ژانویه ۲۰۰۸ |         |                 |       |
| Slovakia       | ۲۲ – ۲۸ | ایسلندIceland   | ۱۸:۱۵ |
| سوئد           | ۲۴ – ۲۸ | فرانسهFrance    | ۲۰:۱۵ |
| ۲۰ ژانویه ۲۰۰۸ |         |                 |       |
| Slovakia       | ۲۵ – ۴۱ | سوئدSweden      | ۱۶:۱۵ |
| فرانسه         | ۳۰ – ۲۱ | ایسلندIceland   | ۱۸:۱۵ |

## مرحلهٔ دوم

### گروه I (استاوانگر)
| تیم       | بازی | برد | مساوی | باخت | گل‌زده | گل خورده | تفاضل | امتیاز |
| --------- | ---- | --- | ----- | ---- | ----- | -------- | ----- | ------ |
| دانمارک   | ۵    | ۴   | ۰     | ۱    | ۱۵۲   | ۱۲۰      | +۳۲   | ۸      |
| کرواسی    | ۵    | ۳   | ۱     | ۱    | ۱۳۸   | ۱۳۰      | +۸    | ۷      |
| نروژ      | ۵    | ۲   | ۲     | ۱    | ۱۳۰   | ۱۲۸      | +۲    | ۶      |
| لهستان    | ۵    | ۲   | ۱     | ۲    | ۱۴۹   | ۱۴۲      | +۷    | ۵      |
| اسلوونی   | ۵    | ۲   | ۰     | ۳    | ۱۳۸   | ۱۴۸      | −۱۰   | ۴      |
| مونته‌نگرو | ۵    | ۰   | ۰     | ۵    | ۱۲۴   | ۱۶۳      | −۳۹   | ۰      |

| ۲۲ ژانویه ۲۰۰۸ |         |                     |       |
| Slovenia       | ۳۱ – ۲۹ | مونته‌نگروMontenegro | ۱۶:۱۵ |
| کرواسی         | ۲۰ – ۳۰ | دانمارکDenmark      | ۱۸:۱۵ |
| لهستان         | ۲۴–۲۴   | نروژNorway          | ۲۰:۱۵ |
| ۲۳ ژانویه ۲۰۰۸ |         |                     |       |
| کرواسی         | ۳۴ – ۲۶ | مونته‌نگروMontenegro | ۱۶:۱۵ |
| لهستان         | ۲۶ – ۳۶ | دانمارکDenmark      | ۱۸:۱۵ |
| Slovenia       | ۳۳ – ۲۹ | نروژNorway          | ۲۰:۱۵ |
| ۲۴ ژانویه ۲۰۰۸ |         |                     |       |
| لهستان         | ۳۹ – ۲۳ | مونته‌نگروMontenegro | ۱۶:۱۵ |
| Slovenia       | ۲۳ – ۲۸ | دانمارکDenmark      | ۱۸:۱۵ |
| کرواسی         | ۲۳–۲۳   | نروژNorway          | ۲۰:۱۵ |

### گروه II (تروندهایم)
| تیم      | بازی | برد | مساوی | باخت | گل‌زده | گل خورده | تفاضل | امتیاز |
| -------- | ---- | --- | ----- | ---- | ----- | -------- | ----- | ------ |
| فرانسه   | ۵    | ۴   | ۰     | ۱    | ۱۴۰   | ۱۲۶      | +۱۴   | ۸      |
| آلمان    | ۵    | ۳   | ۰     | ۲    | ۱۳۹   | ۱۳۶      | +۳    | ۶      |
| سوئد     | ۵    | ۲   | ۱     | ۲    | ۱۳۱   | ۱۳۱      | ۰     | ۵      |
| مجارستان | ۵    | ۲   | ۱     | ۲    | ۱۴۵   | ۱۴۷      | −۲    | ۵      |
| اسپانیا  | ۵    | ۲   | ۰     | ۳    | ۱۴۴   | ۱۳۸      | +۶    | ۴      |
| ایسلند   | ۵    | ۱   | ۰     | ۴    | ۱۲۹   | ۱۵۰      | −۲۱   | ۲      |

| ۲۲ ژانویه ۲۰۰۸ |         |               |       |
| آلمان          | ۳۵ – ۲۷ | ایسلندIceland | ۱۶:۲۰ |
| اسپانیا        | ۲۷ – ۲۸ | فرانسهFrance  | ۱۸:۳۰ |
| Hungary        | ۲۷–۲۷   | سوئدSweden    | ۲۰:۳۰ |
| ۲۳ ژانویه ۲۰۰۸ |         |               |       |
| اسپانیا        | ۲۶ – ۲۷ | سوئدSweden    | ۱۶:۱۵ |
| آلمان          | ۲۳ – ۲۶ | فرانسهFrance  | ۱۸:۱۵ |
| Hungary        | ۲۸ – ۳۶ | ایسلندIceland | ۲۰:۱۵ |
| ۲۴ ژانویه ۲۰۰۸ |         |               |       |
| اسپانیا        | ۳۳ – ۲۶ | ایسلندIceland | ۱۵:۲۰ |
| Hungary        | ۳۱ – ۲۸ | فرانسهFrance  | ۱۷:۲۰ |
| آلمان          | ۳۱ – ۲۹ | سوئدSweden    | ۱۹:۲۰ |

## رتبه بندی و آمار

### دیگر جوایز
- باارزش‌ترین بازیکن:  نیکولا کاراباتیچ (FRA)
- بهترین مدافع:  ایگور ووری (CRO)
- برترین گلزن: ۴۴ گل
 لارس کریستیانسن (DEN)
 ایوانو بالیچ (CRO)
 نیکولا کاراباتیچ (FRA)